# نوفا فيلا
نوفا فيلا هي ممثلة فلبينية، ولدت في 16 فبراير 1947 في الفلبين.

## وصلات خارجية
- نوفا فيلا على موقع IMDb (الإنجليزية)
- نوفا فيلا على موقع قاعدة بيانات الفيلم (الإنجليزية)